# Международно летище Сан Франциско
Международно летище Сан Франциско (на английски: San Francisco International Airport, IATA: SFO, ICAO: KSFO, FAA LID: SFO) се намира в окръг Сан Матео в съседство с градовете Милбрей и Сан Бруно, на 21 km южно от Сан Франциско, Калифорния, САЩ. Към 2005 г. летището е 13-о в САЩ и 22-рото в света по брой пътници.
Летище Сан Франциско е открито на 7 май, 1927 г. Днес то е най-голямото от трите главни летища в района на залива на Сан Франциско. Летището е удобно разположено до магистрала 101, а БАРТ (метрото) има станция на самото летище.
Летище Сан Франциско се притежава и управлява под юрисдикцията на град Сан Франциско, въпреки че се намира в окръг Сан Матео.
По време на бума на доткомите през 1990-те години Летище Сан Франциско е 6-о по натовареност в света.